# أنبوب صدري

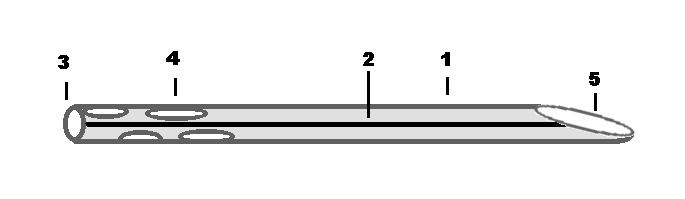
أحجام الأنبوب الصدري:
الذكور البالغون أو المراهقون = 28–32 Fr
Pp
الإناث البالغات أو المراهقات = 28 Fr
الأطفال = 18 Fr
حديثو الولادة = 12–14 Fr

الأنبوب الصدري (بالإنجليزية: Chest tube) هو أنبوب لدائني مرن يحشر خلال جدار الصدر نحو تجويف الجنبة أو المنصف. يستخدم الأنبوب الصدري لتخليص جوف الصدر من الهواء (كما في حالة استرواح الصدر) أو السوائل كما في حالة الانصباب الجنبي والسوائل الأخرى مثل الكيلوس (كما في حالة وجود الكيلوس في الصدر) والدم (كما في حالة الصدر المدمى) والقيح (كما في حالة الدُّبَيلة).
من التسميات الأخرى منزاح الصدر (بالإنجليزية: chest drain) والقثطار الصدري (بالإنجليزية: thoracic catheter) وأنبوب فغر الصدر (بالإنجليزية: Thoracostomy tube) والمنزاح الوربي (بين الأضلاع) (بالإنجليزية: intercostal drain) والقثطار الوربي (بالإنجليزية: intercostal catheter) ومنزاح بولاو (بالإنجليزية: Bülau drain).

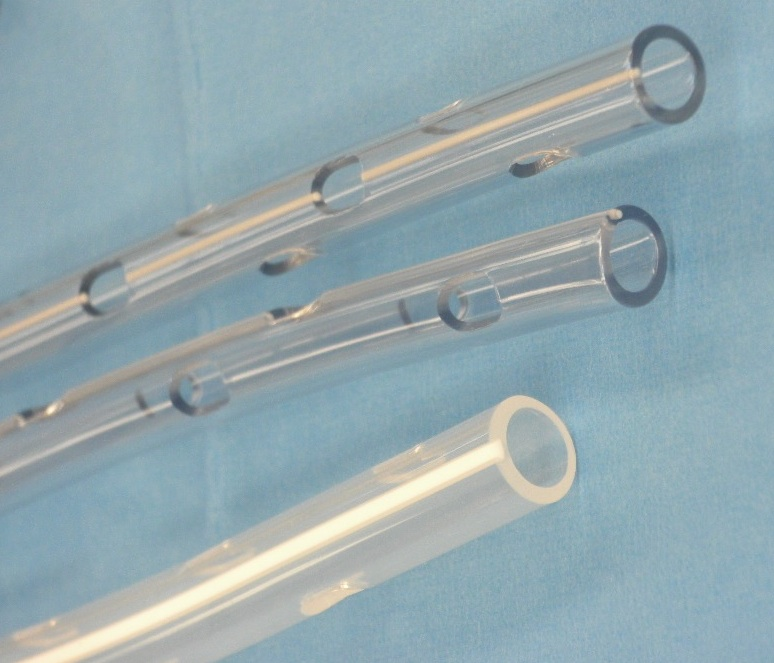
ثقوب الأنبوب الصدري

## تاريخ الأنبوب الصدري
أول من اقترح نزح الصدر كان أبقراط حينما تكلم عن علاج الدُبَيلة بواسطة البضع الكي وحشر أنابيب معدنية. رغم ذلك فإنها لم تستخدم حتى عام 1917 عندما حدث وباء الإنفلونزا حيث استخدم لنزح الدبيلة التالية للإصابة بذات الرئة، كما سجل استخدام الأنبوب الصدري للعناية بالصدر بعد العمليات في عام 1922، كما استخدم بانتظام في عمليات بضع الصدر في فترة الحرب العالمية الثانية، لكنه لم يستخدم بانتظام في عمليات بضع الصدر الطارئة التالية للإصابات الحادة حتى الحرب الكورية.

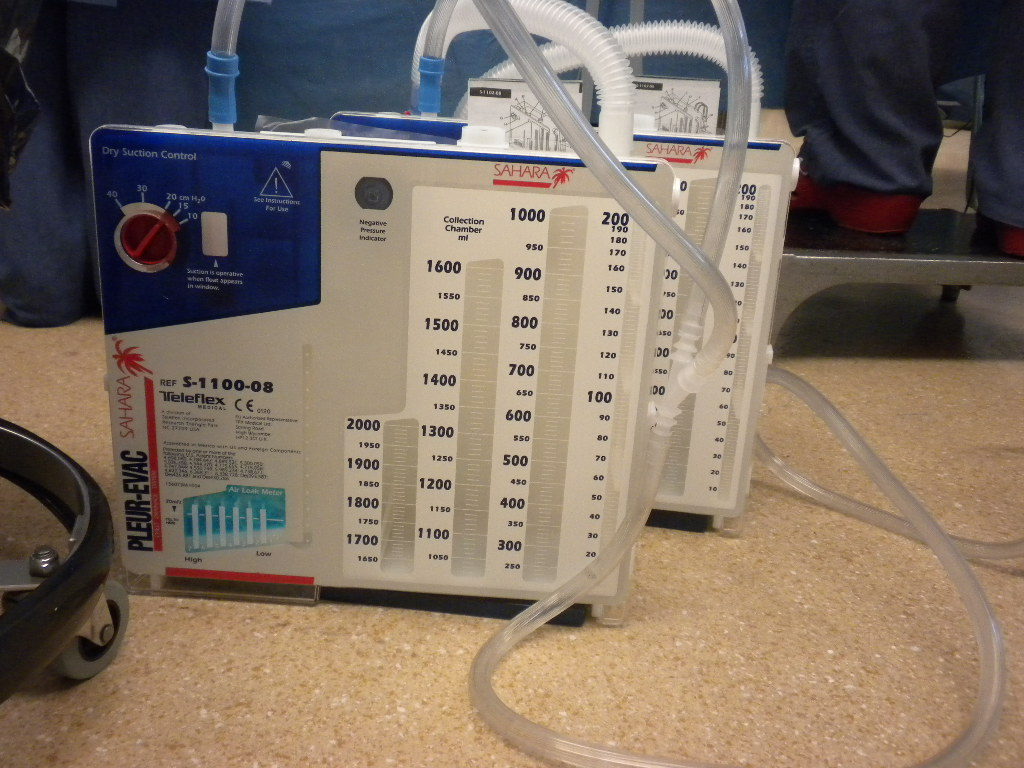
أوعية النزح

## الاستخدامات
- استرواح الصدر
- بول الصدر
- الانصباب الجنبي:
  - وجود الكيلوس في الصدر
  - الدبيلة
  - الصدر المدمى
  - موه الصدر
- بعد العمليات كما في حالة بضع الصدر واستئصال المريء وجراحة القلب.

## مضادات الاستطباب
مضادات استطباب استخدام الأنبوب الصدري تشمل:
- الاعتلال الخثري الحرون
- فتق الحجاب الحاجز
- موه الصدر الكبدي

ومن مضادات الاستطباب الأخرى وجود تندب في تجويف الجنبة.

## المضاعفات
أشيع المضاعفات التي تحدث عند استخدام الأنبوب الصدري انسداده. انسداد الأنبوب الصدري اختلاط معروف جيدًا من قبل الجراحين والممرضين في الاستطلاعات المنشورة. ففي إحدى الدراسات، تبين أن 100% من المشاركين شاهدوا حالة انسداد أنبوب صدري، ومعظمهم شاهد آثارًا سلبية عند المرضى الذين واجهتهم هذه المشكلة. في دراسة رصدية استباقية، حدث انسداد الأنبوب الصدري عند أكثر من 36% من المرضى بعد جراحة قلبية. يسبب انسداد الأنبوب الصدري احتجاز الدم حول القلب والرئتين، ما يؤدي إلى المزيد من المضاعفات وارتفاع معدل الوفيات. إذا حدث انسداد في الأنبوب الصدري وكان المريض نازفًا، يظهر هبوط الضغط بسبب السطام التاموري، أو يحدث تدمي الصدر الواسع. إذا لم تكن كمية الدم كافية لإحداث ضغط ميكانيكي على القلب أو الرئتين، يمكن أن تؤدي الاستجابة الالتهابية الموجهة ضد الدم المحتجز إلى انصبابات جنبية وتامورية وتسهم في تحريض الرجفان الأذيني بعد الجراحة عند الأفراد المعرضين له.
من المضاعفات الشائعة أيضًا بعد الجراحة الصدرية تسرب الهواء، ويحدث عند 30-50% من المرضى. إذا حدث انسداد في الأنبوب الصدري مع وجود تسرب هوائي ينتج استرواح الصدر. يمكن أن تكون هذه الحالة مهددة للحياة. وعندها، توفر أنظمة نزح الصدر الرقمية معلومات فورية إذ تراقب الضغط داخل الجنب وتدفق الهواء المتسرب، بصورة دائمة. المحافظة على اليقظة والانتباه إلى الانسداد فور حدوثه أمر حاسم بالنسبة للفريق المعني برعاية المريض في الفترة الأولى بعد الجراحة.
تشمل مضاعفات إدخال الأنبوب النزف والعدوى والوذمة الرئوية المرتبطة بعودة التمدد. يمكن أن يصاب الكبد أو الطحال أو الحجاب الحاجز إذا وضع الأنبوب في مستوى أدنى من جوف الجنب. ويمكن أن يتأذى الأبهر الصدري والقلب.
عند وضع الأنابيب الصدرية بعد الإصابة برض حاد أو نافذ، تقلل المضادات الحيوية من المضاعفات الناجمة عن العدوى.
تشمل المضاعفات البسيطة الورم الدموي تحت الجلد أو الورم المصلي، والقلق، وضيق النفس، والسعال (بعد إزالة كمية كبيرة من السوائل). وفي معظم الحالات، يختفي الألم الناتج عن الأنبوب الصدري بعد إزالته، ولكن الألم المزمن الناتج عن التندب في المسافة الوربية المحرض بالأنبوب الصدري أمر محتمل.
يشير انتفاخ الرئة تحت الجلد إلى الضغط الخلفي الناجم عن الهواء غير المُصرّف، وغالبًا ما يسببه انسداد الأنبوب الصدري أو الضغط السلبي غير الكافي. إذا ظهر انتفاخ الرئة تحت الجلد، فالأرجح أن الأنبوب الصدري لا يؤدي وظيفته، وحينها يجب النظر في إزالة الانسداد أو تغيير الأنبوب لتصريف الهواء المتسرب من الرئة على النحو المطلوب.

## الجهاز

### خصائصه
تصنع الأنابيب الصدرية عادة من البلاستيك الشفاف مثل بي في سي (متعدد كلوريد الفينيل) والسيليكون اللين. تتواجد الأنابيب الصدرية في مجموعة من القياسات المحددة بالقطر الخارجي للأنبوب، بدءًا من 6 إف آر إلى 40 إف آر (مقياس فرنسي). الأنابيب الصدرية، مثل معظم القسطرات، تقاس وفق مقياس القسطرة الفرنسية (سلم فرينش). بالنسبة للبالغين، من الشائع استخدام القياسات من 20 حتى 40 إف آر (يبلغ القطر الخارجي 6.7 إلى 13.3 ملم)، بينما تُستخدم القياسات 6 إلى 26 إف آر عند الأطفال.